# Josef Šmajs
Josef Šmajs (* 23. listopadu 1938 Skvrňov) je český filozof a spisovatel.[zdroj?]

## Život
V roce 1969 vystudoval strojní inženýství na Vojenské akademii v Brně a v roce 1972 filozofii na Filozofické fakultě Masarykovy univerzity v Brně, kde získal titul PhDr. a v roce 1978 titul CSc. V roce 1986 získal hodnost docenta filozofie (jmenován), v roce 1997 byl jmenován profesorem filozofie na Masarykově univerzitě v Brně. Od roku 1979 do roku 2009 působil na Katedře filosofie FF MU v Brně.
Spolu s Ivanem Klímou a Václavem Cílkem vydal roku 2010 apelativní text k povaze nynější civilizační a ekologické krize s názvem Tři hlasy. V roce 2014-2015 s přispěním V. Vomáčky a A. Rosy připravil pětijazyčnou publikaci (anglicky, německy, rusky, česky, slovensky) Ústava Země: filosofický koncept.
Publikoval kolem 300 statí a studií, výsledky své práce často popularizuje v tisku, v rozhlase a televizi.

## Ocenění
V roce 1995 vydal knihu Ohrožená kultura, za kterou obdržel Cenu ministra životního prostředí České republiky. Její ruský překlad (s předmluvou Erazima Koháka) vychází v roce 2011 v Novosibirsku.
V roce 2012 obdržel v Rusku za knihu Kultura pod ugrozoj (překlad Ohrožené kultury) Cenu za nejlepší vědeckou knihu roku.

## Dílo (výběr)
- 1986 - Sociální funkce vědy
- 1991 - Úvod do ontologie. (Spolu s Josefem Krobem)
- 1994 - Kultura proti přírodě
- 1995 - Ohrožená kultura. Od evoluční ontologie k ekologické politice
- 1997 - Ohrožená kultura. Od evoluční ontologie k ekologické politice. (2. vyd.)
- 1997 - Konflikt přirozené a kulturní evoluce
- 2000 - Drama evoluce. Fragment evoluční ontologie
- 2001 - Gnoseologické implikace evoluční ontologie
- 2003 - Evoluční ontologie. (Spolu s Josefem Krobem)
- 2003 - Filosofie psaná kurzívou. Rozhlasové ekologické eseje
- 2008 - Evolutionary Ontology. Reclaiming the Value of Nature by Transforming Culture
- 2008 - Potřebujeme filosofii přežití? Úvahy o filosofii, kultuře, poznání, vzdělání, řeči a popularizaci vědy
- 2008 - Filozofie - obrat k Zemi. Evolučněontologická reflexe přírody, kultury, techniky a lidského poznání
- 2010 - Tři hlasy. Úvahy o povaze konfliktu kultury s přírodou. (Spolu s Ivanem Klímou a Václavem Cílkem)
- 2011 - Ohrožená kultura. Od evoluční ontologie k ekologické politice. (3. upravené a rozšířené vyd.)
- 2011 - Tři studie z environmentální filosofie. (Spolu s Bohuslavem Binkou a Markem Timkem)
- 2012 - Evoluční ontologie kultury a problém podnikání
- 2012 - Etika, ekonomika, příroda.  (Spolu s Bohuslavem Binkou a Ivem Rolným)
- 2012 - O smiřování kultury s přírodou
- 2012 - Deklarace závislosti (spolu s dalšími autory)
- 2015 - Ústava Země. Filosofický koncept. (1. vyd. česky, anglicky, německy, slovensky, rusky)
- 2016 - Fenomén technika
- 2020 - Pes je zakopán v ontologii. Evoluce, informace, rozhovory, články a krátké úvahy